# (4149) Harrison
(4149) Harrison est un astéroïde de la ceinture principale.

## Description
(4149) Harrison est un astéroïde de la ceinture principale. Il fut découvert par Brian A. Skiff le 9 mars 1984 à Flagstaff (observatoire Lowell). Il présente une orbite caractérisée par un demi-grand axe de 2,6649 UA, une excentricité de 0,1233 et une inclinaison de 12,9246° par rapport à l'écliptique.
Il fut nommé en hommage à George Harrison, guitariste des Beatles. À noter que dans la numérotation des astéroïdes, le précédent et le suivant sont aussi nommés en l'honneur d'un membre de ce groupe.  

## Compléments